# Alain Wertheimer
Alain Ernest Wertheimer (* 28. September 1948 in Paris) ist ein französischer Unternehmer.

## Leben
Wertheimer ist der Sohn von Jacques Wertheimer und Eliane Fischer (1925–2024). Sein Großvater Pierre Wertheimer gründete mit Gabrielle (Coco) Chanel die Modemarke Chanel. Gemeinsam mit seinem Bruder Gérard Wertheimer hält er die Kontrollmehrheit am französischen Unternehmen Chanel und leitet dieses seit 1974. Wertheimer lebt in New York. Neben verschiedenen Pferdegestüten in Frankreich besitzt er gemeinschaftlich mit seinem Bruder mehrere Weingüter in Frankreich und Kalifornien sowie eine umfangreiche Gemäldesammlung.
Vermögen
Wertheimers Privatvermögen beträgt laut Forbes im April 2022 rund 31,2 Milliarden US-Dollar.